# Dagoma
Dagoma – pucki zakład przetwórstwa owocowo-warzywnego.

## Historia
Zakład założony został w 1880 roku jako „Degner und Ilgner GmbH” z siedzibą przy ul. Angielska Grobla 1 w Gdańsku. Przed II wojną światową produkowano tu pod marką Dagoma konserwy warzywne i marmoladę, zdobywały one nagrody na międzynarodowych wystawach, np. najwyższe wyróżnienie – Gran Premio Nizza 1929 r., złoty medal Florencja 1929.
Po wojnie przekształcono w Gdańskie Zakłady Przetwórstwa Owocowo-Warzywnego Dagoma, działające w Gdańsku do końca lat 90. Produkowano tu również wina owocowe, dżemy, marmolady, powidła, musztardy, sosy musztardowe, keczupy.
Dagoma sp. z o.o. w obecnej swojej siedzibie w Pucku rozpoczęła działalność 1.10.2001 r.